# (22903) Georgeclooney
(22903) Georgeclooney est un astéroïde de la ceinture principale.

## Description
(22903) Georgeclooney est un astéroïde de la ceinture principale. Il fut découvert le 14 octobre 1999 à Monte Agliale par Sauro Donati. Il présente une orbite caractérisée par un demi-grand axe de 2,39 UA, une excentricité de 0,24 et une inclinaison de 25,4° par rapport à l'écliptique.
Il fut nommé en l'honneur de l'acteur américain George Clooney.

## Compléments